# Hygrohypnum
Hygrohypnum es un género de briófitos hepáticas perteneciente a la familia Amblystegiaceae. Comprende 63 especies descritas y de estas, solo 28 aceptadas:

## Taxonomía
El género fue descrito por Sextus Otto Lindberg y publicado en Contributio ad Floram Cryptogamam Asiae Boreali-Orientalis 277. 1872[1873]. La especie tipo es: Hygrohypnum palustre Loeske. 

## Especies aceptadas
A continuación se brinda un listado de las especies del género Hygrohypnum aceptadas hasta junio de 2013, ordenadas alfabéticamente. Para cada una se indica el nombre binomial seguido del autor, abreviado según las convenciones y usos.
- Hygrohypnum alpestre (Sw. ex Hedw.) Loeske
- Hygrohypnum alpinum (Lindb.) Loeske
- Hygrohypnum arcticum (Sommerf.) Loeske
- Hygrohypnum caussequei (Renauld & Cardot) Cardot
- Hygrohypnum choprae Vohra
- Hygrohypnum closteri (Austin) Grout
- Hygrohypnum cochlearifolium (Venturi) Broth.
- Hygrohypnum duriusculum (De Not.) D.W. Jamieson
- Hygrohypnum entodontoides (Broth. & Paris) Broth.
- Hygrohypnum eugyrium (Schimp.) Loeske
- Hygrohypnum laevigatum (Herzog) J.-P. Frahm
- Hygrohypnum lignitorum (Schimp.) Dixon
- Hygrohypnum luridum (Hedw.) Jenn.
- Hygrohypnum micans (Mitt.) Broth.
- Hygrohypnum molendinarium (Lam. & DC.) Wijk & Margad.
- Hygrohypnum molinarium (G. Roth) J.J. Amann
- Hygrohypnum montanum (Lindb.) Broth.
- Hygrohypnum norvegicum (Schimp.) J.J. Amann
- Hygrohypnum ochraceum (Turner ex Wilson) Loeske
- Hygrohypnum polare (Lindb.) Loeske
- Hygrohypnum pseudoarcticum (Kindb.) Broth.
- Hygrohypnum reduncum (Schimp. ex Mitt.) N. Nishim.
- Hygrohypnum schimperianum (Lorentz) E. Bauer
- Hygrohypnum smithii (Sw.) Broth.
- Hygrohypnum styriacum (Limpr.) Broth.
- Hygrohypnum subeugyrium (Renauld & Cardot) Broth.
- Hygrohypnum torrentis (Müll. Hal. & Kindb.) Broth.
- Hygrohypnum tsurugizamicum Cardot